# Jerzykowice Małe
Jerzykowice Małe (deutsch: Kleingeorgsdorf bzw. Klein Georgsdorf; tschechisch Malý Jiříkovec bzw. Malé Jiříkovice) ist ein Ort in der Landgemeinde Lewin Kłodzki (Lewin) im Powiat Kłodzki der Woiwodschaft Niederschlesien in Polen. Es liegt sechs Kilometer westlich von Duszniki-Zdrój (Bad Reinerz).

## Geographie
Jerzykowice Małe liegt in den nördlichen Ausläufern des Adlergebirges. Nachbarorte sind Witów (Nerbotin) im Norden, Jawornica (Jauernig) und Wapienniki (Hordis) im Nordosten, Kozia hala (Ziegenhaus) und Zimne Wody (Kaltwasser) im Osten, Kocioł (Kuttel) und Taszów (Tassau) im Südwesten sowie Krzyżanów (Krzyschney) und Lewin Kłodzki im Nordwesten. Jenseits der Grenze zu Tschechien, die einen Kilometer südlich entfernt verläuft, befindet sich Olešnice v Orlických horách (Gießhübel) sowie die 1083 m hohe Hohe Mense.

## Geschichte

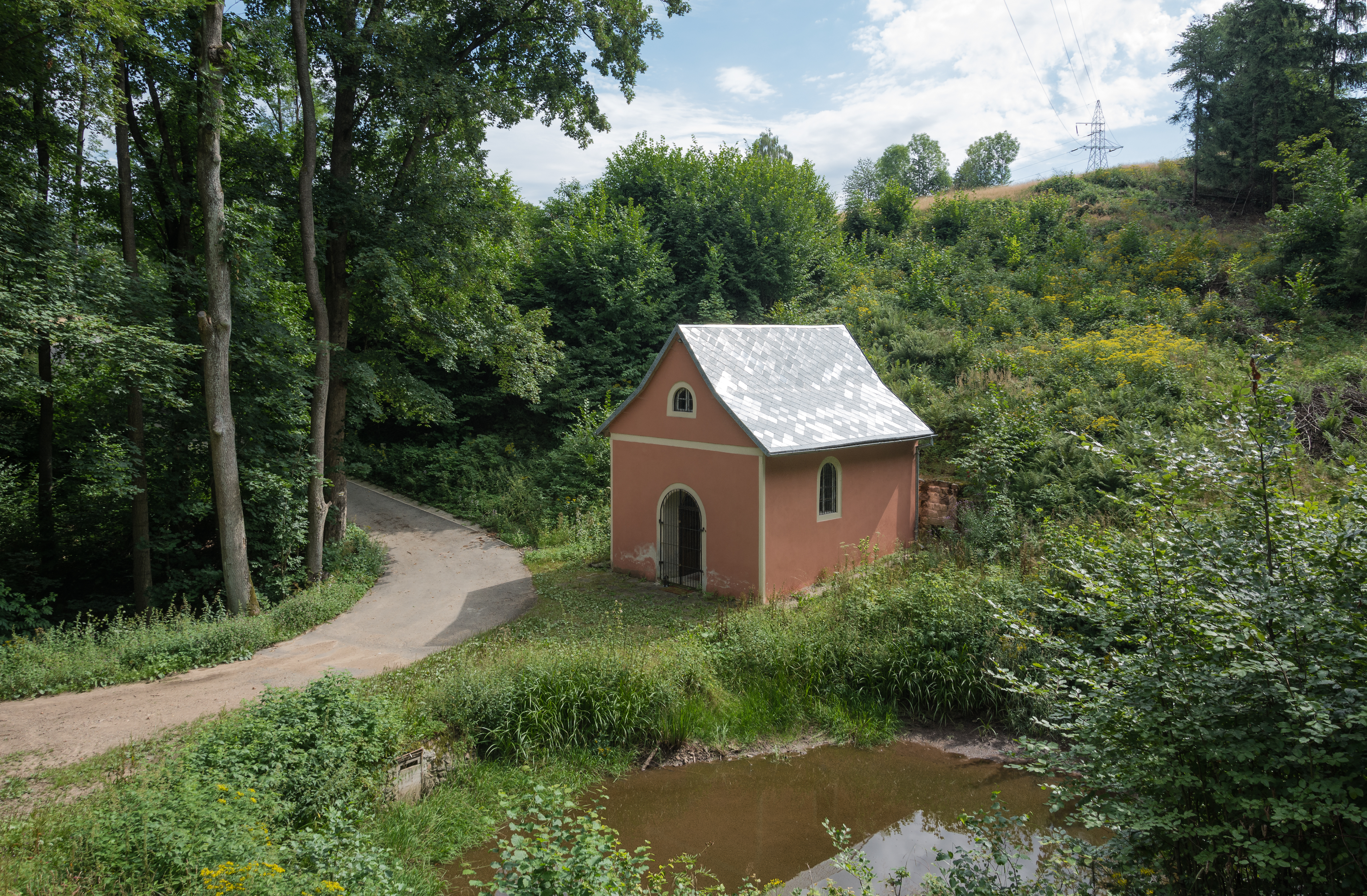
Wegkapelle

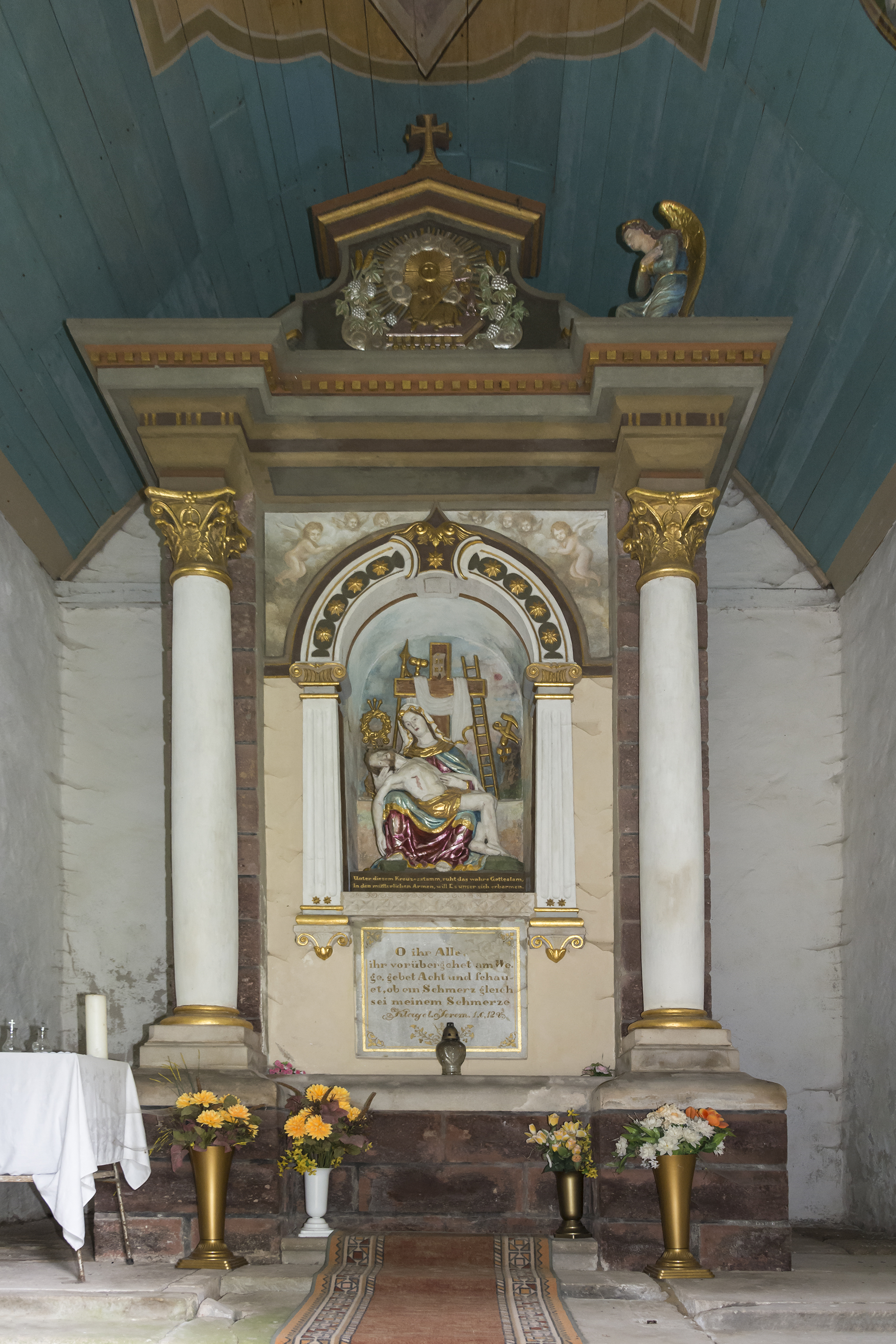
Altar in der Wegkapelle

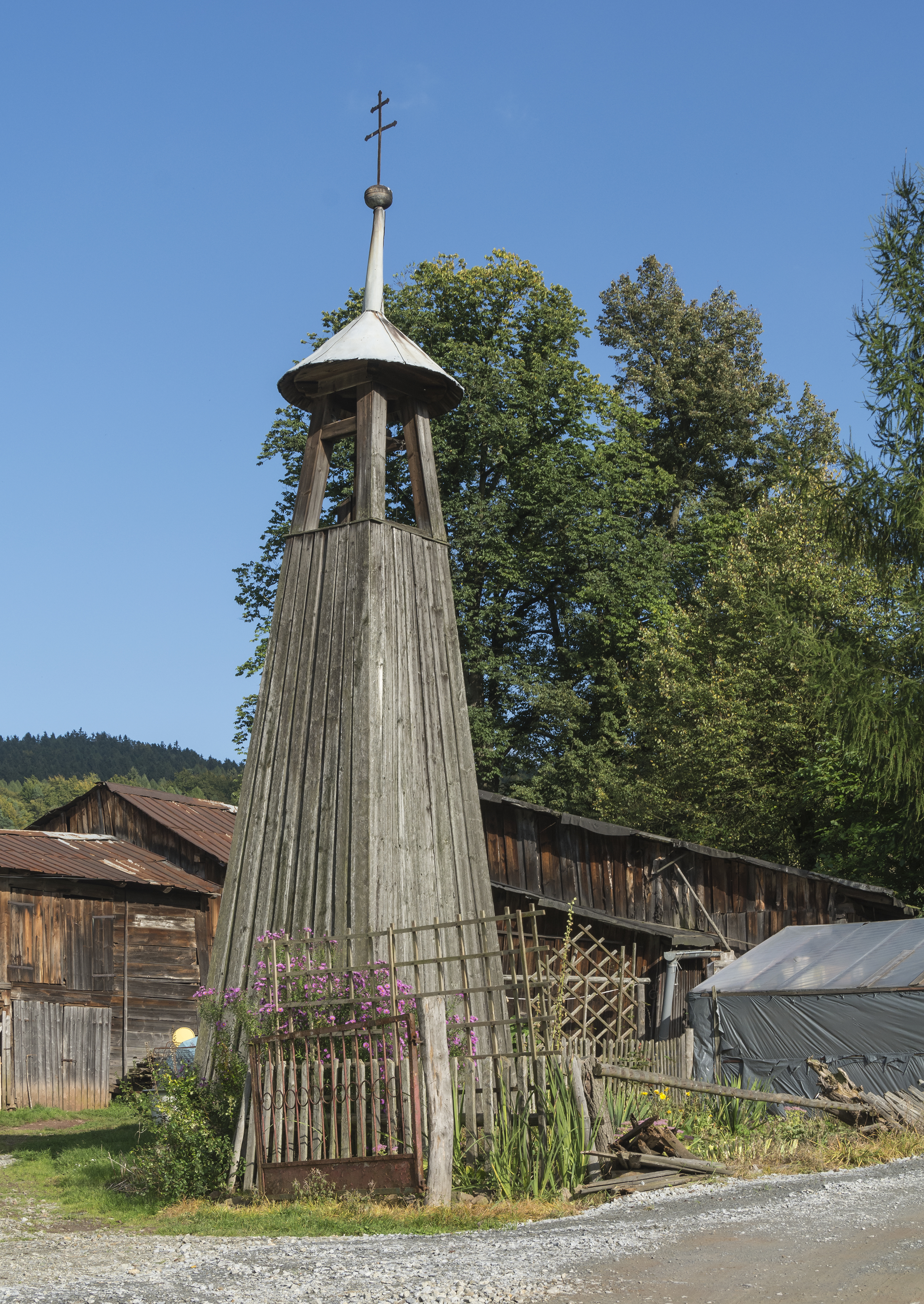
Glockenturm

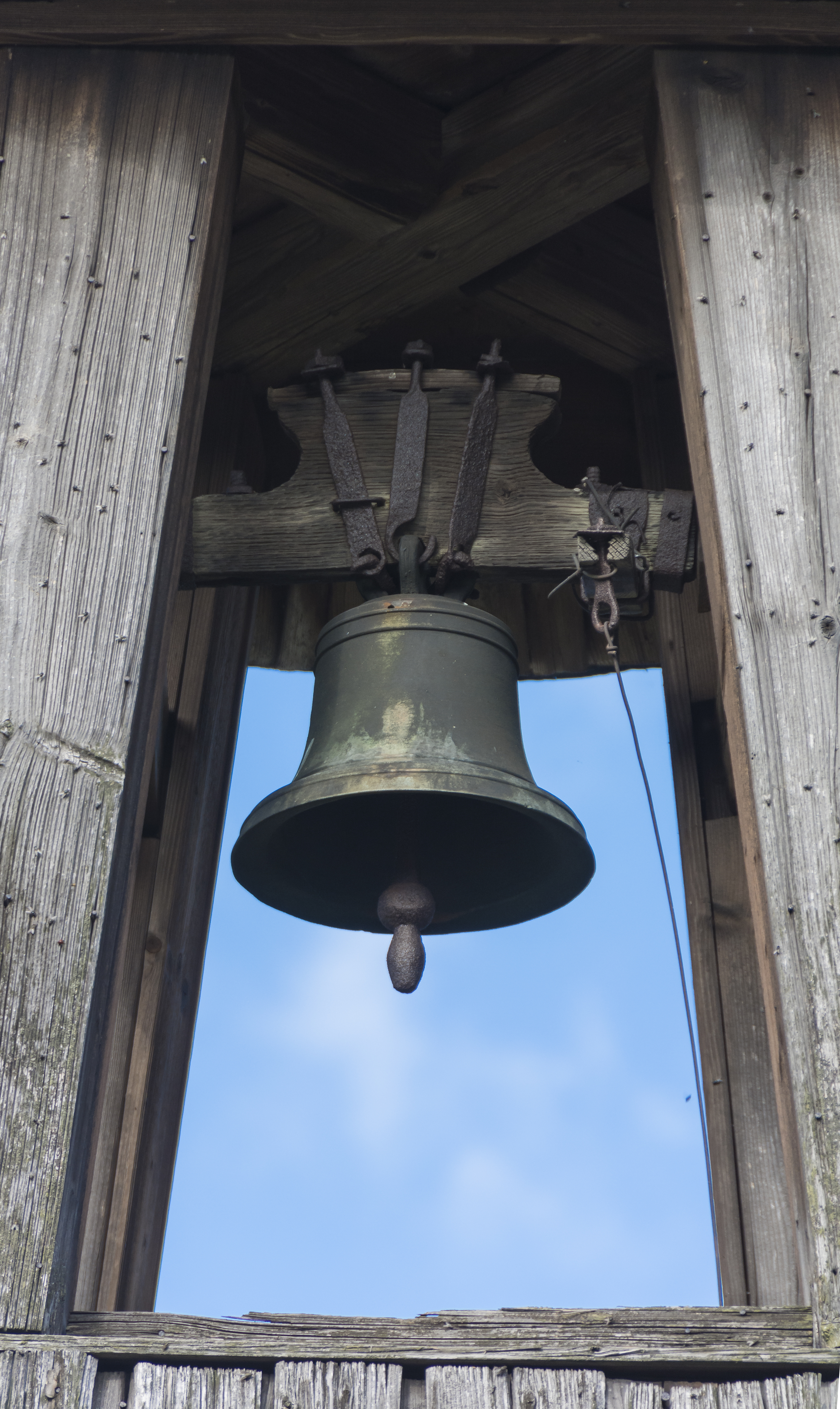
Glocke

„Jerzikowec Maly“ gehörte ursprünglich zur böhmischen Herrschaft Nachod und wurde erstmals 1477 erwähnt. Damals gliederte Herzog Heinrich d. Ä., dem seit 1472 die Herrschaften Nachod und Hummel sowie die Grafschaft Glatz gehörten, das gesamte Kirchspiel der Lewiner Pfarrkirche St. Michael, zu dem Kleingeorgsdorf gehörte, in die Herrschaft Hummel und diese im selben Jahr in seine Grafschaft Glatz ein. 1561 erwarb der böhmische Landesherr die Herrschaft Hummel. Auch nach deren Auflösung 1595 blieben die zugehörigen Ortschaften im Besitz der Böhmischen Kammer. Sie verkaufte 1684 Kleingeorgsdorf und die benachbarten Dörfer Gellenau, Sackisch, Tanz, Tassau, Järker und Großgeorgsdorf zur Finanzierung der Türkenkriege dem Kaspar Josef von Alten, dem schon das Freirichtergut in Gellenau gehörte. Dadurch wurde Kleingeorgsdorf zum Gutsbezirk Gellenau untertänig. 
Nach dem Ersten Schlesischen Krieg 1742 und endgültig nach dem Hubertusburger Frieden 1763 kam Kleingeorgsdorf zusammen mit der Grafschaft Glatz an Preußen. Für das Jahr 1747 ist die Schreibweise „Klein Jürgsdorf“ belegt. 1793 bestand es aus 13 Häusern. Nach der Neugliederung Preußens gehörte es ab 1815 zur Provinz Schlesien und war 1816–1945 dem Landkreis Glatz eingegliedert. Es bildete eine eigene Landgemeinde und gehörte seit 1874 zum Amtsbezirk Tassau. 1939 wurden 54 Einwohner gezählt. 
Als Folge des Zweiten Weltkriegs fiel Kleingeorgsdorf 1945 wie fast ganz Schlesien an Polen und wurde in Jerzykowice Małe umbenannt. Die deutsche Bevölkerung wurde, soweit sie nicht schon vorher geflohen war, 1945/46 weitgehend vertrieben. Die neu angesiedelten Bewohner waren zum Teil Heimatvertriebene aus Ostpolen, das an die Sowjetunion gefallen war. Da die meisten Häuser und Gehöfte dem Verfall preisgegeben wurden, ging die Zahl der Einwohner deutlich zurück. 1975–1998 gehörte Jerzykowice Małe zur Woiwodschaft Wałbrzych (Waldenburg).

## Sehenswürdigkeiten
- Wegkapelle
- Hölzerner Glockenturm